# Dynastie des Justiniens

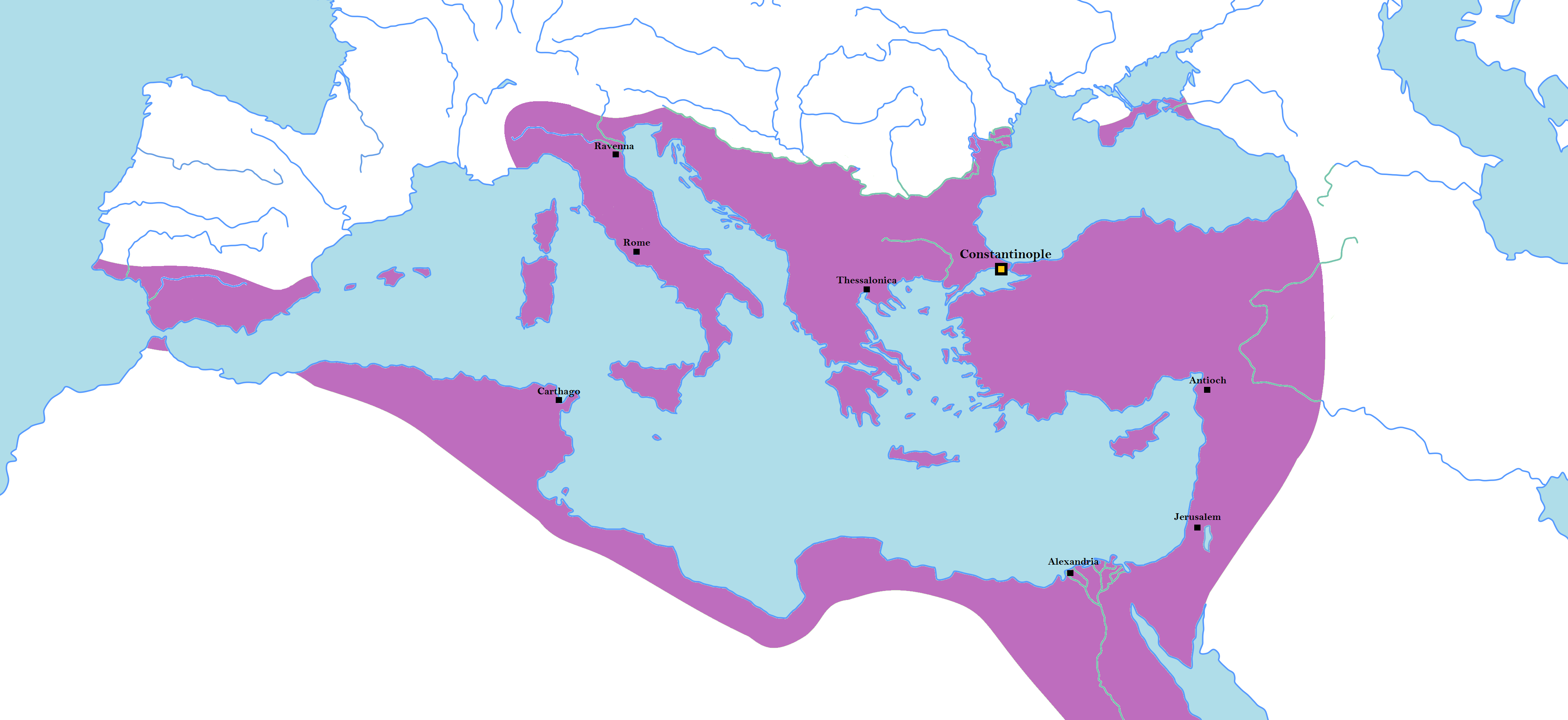
L’Empire byzantin à sa plus grande extension sous Justinien Ier en 555.

La dynastie des Justiniens (518 – 602) s’étend de l’accession au pouvoir de Justin Ier, fondateur de la dynastie, au renversement de Maurice. Ce fut le premier âge d’or de l’empire byzantin au cours duquel il atteignit, sous Justinien Ier, sa plus grande étendue territoriale regagnant l’Afrique du Nord, le sud de l’Illyrie, une partie de l’Espagne, ainsi que l’Italie.
Sur le plan intérieur, la division entre les orthodoxes, fidèles aux décisions du concile de Chalcédoine (partie occidentale de l’empire) et les monophysites (partie orientale, spécifiquement Égypte et Syrie) continua, mais en faveur cette fois des orthodoxes. S’y ajoutait à Constantinople et dans les autres grandes villes de l’empire une division sociale entre partisans des Bleus (aristocratie sénatoriale et grands propriétaires fonciers) et des Verts (représentants du commerce et de l’industrie).
Sur le plan extérieur, l’empire fut pratiquement toujours en guerre sur trois fronts : en Asie, malgré des trêves épisodiques la guerre se poursuivit contre les Perses sassanides ; en Occident, si les Byzantins réussirent à venir à bout des Vandales en Afrique du Nord, les succès contre les Lombards en Italie ne furent que temporaires ; dans les Balkans, les Avars continuèrent leur politique de razzia, se retirant leurs raids terminés, alors que les Slaves s’installaient à demeure en Thrace et en Macédoine.

## JustinIer(r. 518 -527)

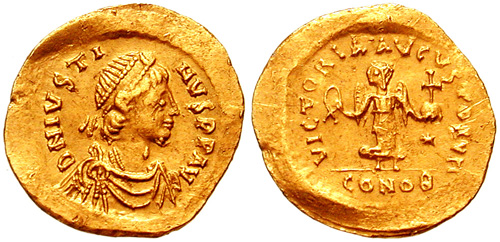
Tremissis de Justin Ier.

Justin naquit en 450 ou 452 dans le petit village de Bederiana près de Niš, dans la province de Dacie méditerranéenne, où le latin plutôt que le grec était langue d’usage. Il avait au moins une sœur dont le fils, Justinien, sera adopté plus tard par Justin et deviendra son successeur. Comme beaucoup d’autres jeunes gens d'alors, Justin quitta tôt son village natal pour s’enrôler dans l’armée à Constantinople où, grâce à ses qualités physiques, il fut engagé dans le corps des Excubites, la garde palatine.
D'origine modeste, il gravit les échelons de la hiérarchie militaire. D’abord simple soldat du corps des Excubites, il participa entre 492 et 497 à la  guerre contre les Isauriens, avec le rang d'hypostrategos, ou général en second. En 503, il  fut l'un des généraux de l'armée de Celer (magister officiorum) lors de la guerre d’Anastase contre les Sassanides de Kavadh Ier.  Enfin, en 515, il contribua à mater la révolte de Vitalien, général en désaccord avec la politique fiscale et religieuse d’Anastase.
Ses qualités de chef et sa fidélité à l’empereur sont alors reconnues par le pouvoir : il est nommé « patrice », entrant ainsi au Sénat et devenant membre de l’élite aristocratique byzantine. À la même époque, il est nommé commandant des Excubites, commandement relativement modeste, mais qui le met à proximité du pouvoir, puisque les Excubites sont responsables de la sécurité du Grand Palais et de l’Empereur.
L’empereur Anastase étant décédé le 10 juillet 518, aucun héritier ne semblait s’imposer pour lui succéder. Le peuple, réuni à l’hippodrome, pressait le Sénat de choisir un candidat; plusieurs furent proposés mais aucune ne recueillait le consensus. L’armée intervint alors et, après que Justinien (proposé par les Excubites) se fut retiré, le Sénat finit par accepter la nomination de Justin qui, déjà âgé de soixante-cinq ans environ, offrait la perspective d’un règne relativement court mais dirigé par une personnalité connaissant les arcanes du Grand Palais et jouissant de l’appui de l’armée. En dépit de ses premières réticences, Justin sera couronné par le patriarche Jean de Cappadoce le 10 juillet 518,. 
Sur le plan intérieur, son règne demeura marqué par les conflits religieux entre  orthodoxes, fidèles aux enseignements du concile de Chalcédoine (451) et monophysites, surtout répandus dans l’Est de l’empire. Ce conflit religieux se doublait d’un conflit politique entre la faction des Bleus, associée généralement à l’aristocratie et aux grands propriétaires terriens, et celle des Verts, qui représentait plutôt le commerce, l'industrie et la fonction publique où nombre de dignitaires s’étaient élevés grâce à leurs mérites. Les Bleus étaient généralement partisans de l'orthodoxie alors que de nombreux Verts, originaires des provinces de l'Est, favorisaient le monophysisme,. Mais alors que l’empereur Anastase avait favorisé les monophysites, Justin était un orthodoxe convaincu. Avec le patriarche, il reprit le dialogue avec Rome pour mettre fin au schisme acacien.

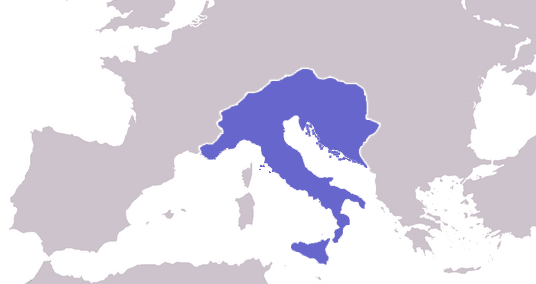
Le royaume ostrogoth en Italie et Illyrie.

Le rapprochement religieux avec Rome n’était pas sans répercussions sur le plan politique : l'aristocratie romaine et la papauté percevaient Justin comme un protecteur potentiel contre les Ostrogoths de Théodoric le Grand, partisans de l’arianisme, qui occupaient l’Italie. En 524, un décret impérial dans lequel on peut sentir l’influence grandissante de Justinien condamna les Goths ariens, fit fermer leurs églises à Constantinople et excluait ceux-ci de toutes fonctions publiques, civiles et militaires dans l’empire. En représailles, Théodoric emprisonna le pape qui mourut peu de temps après des suites de mauvais traitements ,.
En politique étrangère, l’empire connut sous son règne une paix relative. La guerre d’Anastase qui avait opposé de 502 à 506 les empires byzantin et sassanide avait été marquée par l’invasion de l’Arménie romaine et de la Mésopotamie par les forces perses du roi Kavadh Ier, mais ce dernier avait été contraint de signer une trêve de sept ans avec les Romains à la suite de l'invasion de l'Arménie par les Huns provenant du Caucase. La guerre devait reprendre au sujet cette fois de l’Ibérie dont le roi  Gourgen Ier avait fait appel aux Byzantins contre les Perses qui voulaient imposer le zoroastrisme à leur population. Justin ne put empêcher les Perses de s’emparer de l’Ibérie pendant que Gourgen se réfugiait à Constantinople. La guerre reprit donc entre Byzantins et Perses, laquelle en dépit d’une trêve en 527 ne se terminera que pendant le règne de Justinien,,.
En 527, gravement malade, Justin nomma son neveu, Justinien, coempereur; il devait mourir quelques mois plus tard et Justinien accéder au trône pour lequel il s’était préparé de longue date.

## JustinienIer(527 – 565)

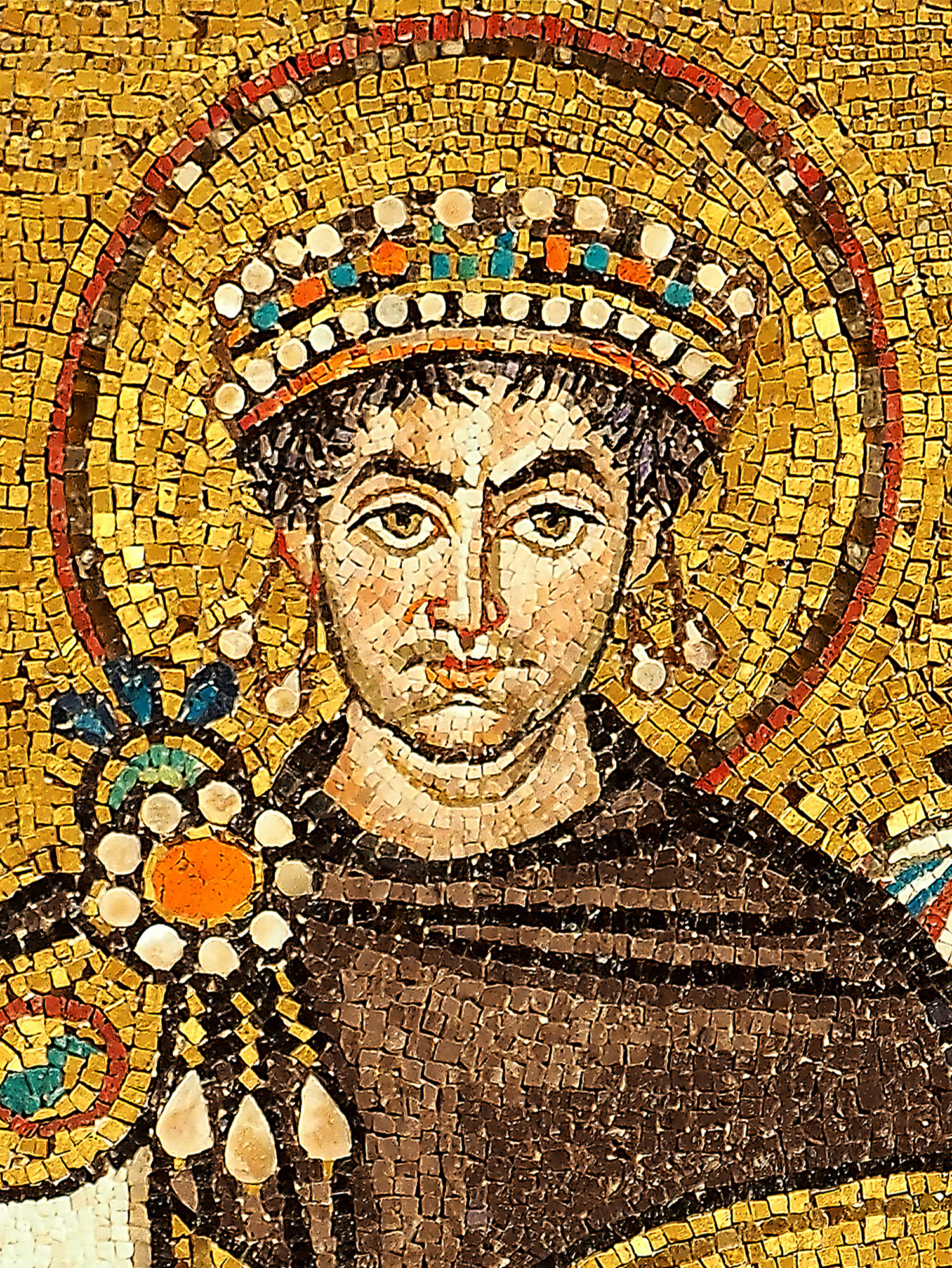
Mosaïque représentant Justinien Ier dans la cathédrale de Ravenne.

D’origine modeste et de langue latine, Justin Ier avait souffert de son manque d’éducation . Aussi avait-il décidé de donner à son neveu Justinien la meilleure éducation possible. Encore soldat dans le corps des Excubites, Justin fit venir son neveu à Constantinople et l’adopta peu après. Justinien s’engagea alors dans la schole palatine, unité d’apparat permettant aux jeunes hommes de bonne famille de faire carrière.  Peu après l’arrivée de Justin au pouvoir, Justinien fut nommé successivement comes puis maître des milices des unités de cavalerie et d'infanterie cantonnées aux alentours de Constantinople. Promu consul en 521, il organisa des jeux du cirque particulièrement fastueux qui lui permirent de gagner les faveurs du peuple et du Sénat. Profitant de cette popularité, il fut fait  patrice, nobellissime et, enfin, césar vers 525, devenant ainsi l’héritier présomptif de Justin. En fait, selon Procope de Césarée, il exerçait dès ce moment la réalité du pouvoir .
Justinien était âgé de 45 ans lorsqu’il devint empereur à la mort de son oncle le 1er juillet 527. Sa première tâche sur le plan intérieur sera de s’attaquer à la codification du droit romain, dont les lois étaient dispersées parmi une multitude de textes. Dès 528, il confia à un comité de dix membres dirigé par le préfet du prétoire d'Orient, Jean de Cappadoce, le soin de rassembler ces textes qui permirent de publier dès l'année suivante un premier compendium dit, "Code justinien". Au total, lorsque ce code sera achevé en 534, il comprendra douze livres recensant entre 4 600 et 4 700 lois, certaines remontant à Hadrien,.
Le premier évènement majeur de son règne était toutefois survenu deux ans plus tôt, en 532, lors de la sédition Nika. Diverses causes lointaines peuvent être citées : religieuses (persécution des monophysites), sociales (pression  fiscale de plus en plus lourde), politiques (haine de l’aristocratie pour un empereur issu d’un milieu très modeste).  Néanmoins, il semble que la cause prochaine soit la rivalité entre les Bleus et les Verts, lesquelles, simples associations sportives lors de leur création à Rome, s’étaient transformées au cours des ans en véritables clans représentant des intérêts politiques, sociaux et religieux. L’émeute commença lors de courses de chars se déroulant à l’Hippodrome. Justinien commença par refuser de céder aux revendications populaires exigeant entre autres le départ du préfet du prétoire Jean de Cappadoce, particulièrement impopulaire, car tenu responsable de la forte pression fiscale. Les émeutiers s’en prirent alors à des lieux symboliques comme Hagia Sophia et le Grand Palais; des quartiers complets de Constantinople furent incendiés. Justinien se barricada alors dans le Grand Palais et, selon Procope, songeait à se réfugier en Thrace lorsque son épouse, l’impératrice Théodora, le décida à reprendre les choses en mains : les généraux Bélisaire et Narsès furent envoyés contre les rebelles qu’ils massacrèrent impitoyablement,.
Une fois la paix intérieure rétablie, Justinien crut le moment venu de réaliser son grand dessein : la restauration de l’Empire romain dans son intégralité. Désirant effacer d’abord le souvenir de l’humiliante défaite de Basiliscus devant les Vandales en 468, il envoya le général Bélisaire reconquérir Carthage et faire prisonnier le roi Gélimer (533-534), , à la suite de quoi il l’envoya reconquérir la Sicile, puis l’Italie ce qui assurait un rapprochement politique avec le pape et la sécurité commerciale de la route menant à l’Afrique du Nord . Cette dernière conquête devait s’avérer toutefois plus difficile que celle du royaume vandale et s’étala sur plusieurs années,.

Carte de la frontière byzantino-sassanide.

À l’extérieur, la trêve signée avec les Perses sassanides en 527 devait être de courte durée et les hostilités reprirent en 530 lorsque  Kavadh Ier voulut recouvrer le protectorat des peuples du Caucase. Bélisaire, alors gouverneur de Dara, repoussa ses attaques et l’empêcha d’envahir la Syrie lors de la bataille de Callinicum sur l’Euphrate en 531. La mort de Kavadh la même année devait permettre une nouvelle trêve, son fils Khosrô dont le pouvoir était fragile, se hâtant de négocier en 532 une paix, dite « paix perpétuelle » avec Justinien qui put alors utiliser les troupes d’Orient pour son grand projet d’Occident et envoyer Bélisaire contre les Vandales . Une fois son pouvoir établi, Khosrô devait cependant reprendre l’attitude belliqueuse de son père et en 539, profitant du fait que les troupes de Justinien se trouvaient engagées en Afrique du Nord, encourager ses alliés arabes, les Lakhmid, à envahir la Syrie avant de le faire lui-même et de s’emparer d’Antioche. Il devait en résulter une perte de prestige considérable pour Justinien, convainquant Perses, Ostrogoths et leurs alliés que Justinien n’avait plus les moyens de sa politique. Après la Syrie, Khosrô portait les yeux vers la Mésopotamie lorsqu’il dut faire face à Bélisaire envoyé à nouveau sur le front de l’Est. 
En 540, Slaves, Bulgares et Huns razzient l’Illyrie, puis la Macédoine et la Thrace, lançant un bref raid à travers l’Hellespont avant de se retirer : la partie européenne au nord de l’empire devient un enjeu stratégique qui va hanter ses successeurs,.  
C’est alors, en octobre 541, que la peste bubonique fait son apparition pour la première fois sur le pourtour de la Méditerranée. Partie d’Éthiopie, puis d’Égypte, la pandémie s’étend à Alexandrie, Antioche et Constantinople, tuant plus de la moitié de la population, infectant Justinien lui-même qui finit par se rétablir, mais non sans que Théodora, inquiète d’une possible révolution de l’armée portant Bélisaire au pouvoir, n’ait rappelé celui-ci à Constantinople. 
Au total toutefois, les victoires perses et bulgares ont été seulement un feu de paille. Bélisaire a réussi à rétablir l’armée d’Orient alors que Justinien rebâtit Antioche et les autres villes pillées par les Perses et qu’il fait élever de nouvelles forteresses dans les Balkans. L’Italie est pratiquement pacifiée et l’Afrique du Nord, rétablie, redevient prospère. Les monophysites d’Égypte, toujours récalcitrants, acceptent le nouveau patriarche d’Alexandrie, Zoïlus, orthodoxe mais plus souple que son prédécesseur Paul. L’œuvre de Justinien semble établie pour durer : à sa mort, en novembre 565, l’empire a atteint sa plus grande extension territoriale,.

## Justin II (565 – 578)

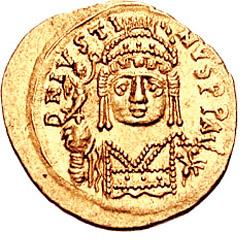
Solidus de Justin II frappé à Carthage en 570/571.

Après Justinien, la dynastie se maintient jusqu’en 602 uniquement par processus d’adoption. Le successeur de Justinien fut l’un de ses neveux, le curopalate Justin, marié à Sophie, nièce de Théodora ,. 
Justinien a porté les frontières de l’empire à leur plus grande extension, mais au prix d’un endettement croissant pour payer les tributs exigés par les Perses sassanides en Asie et les tribus barbares en Europe, sans compter les dépenses somptuaires liées à la construction de nombreux édifices. 
Justin II trouve le Trésor public à sec.
À son avènement il se montre pourtant généreux : envers le peuple en annulant les retards de taxes et distribuant de généreuses donations ; envers l’aristocratie en repayant les prêts plus ou moins forcés que s’était fait consentir Justinien. 
Toutefois, Il refuse de continuer à payer aux Avars les tributs concédés par son prédécesseur. 
Les Avars répondent en s’alliant aux Lombards, leurs voisins de l’ouest installés en Pannonie, et en partant en guerre contre les Gépides qu’ils annihilent, devenant la plus puissante entité sur le Danube depuis le départ des Ostrogoths. 
Comprenant le danger que représentait ce trop puissant voisin, les Lombards sous la conduite du roi Alboïn, migrent en 568 vers l’Italie et s’emparent de la plus grande partie de la péninsule, dont ils restent maîtres jusqu’en 774. 
Pendant ce temps, les Wisigoths attaquent en 567 la province byzantine d’Espagne et en 569, les Maures les provinces d’Afrique : en quelques années, la reconquête de Justinien est compromise. 
Tentant par tous les moyens d’économiser, Justin décide de ne pas venir au secours de la partie occidentale de l’empire, devant concentrer tous ses efforts contre les Perses en Asie. Les hostilités reprennent en 572 lorsque les Arméniens se révoltent contre les Perses : Justin les prend sous sa protection, cesse de payer le tribut traditionnel aux Perses et envoie ses troupes envahir la Mésopotamie perse. Khosrô dépêche son armée en Syrie et réussit à prendre Dara, ville située sur la frontière entre les deux empires en novembre 573. 
C'en est trop pour l’empereur dont la santé mentale périclite déjà dangereusement. Son épouse Sophie et le comte des Excubites, le Thrace Tibère, doivent prendre la direction de l'empire pendant les dernières années de sa vie.

## Tibère II Constantin (578 – 582)

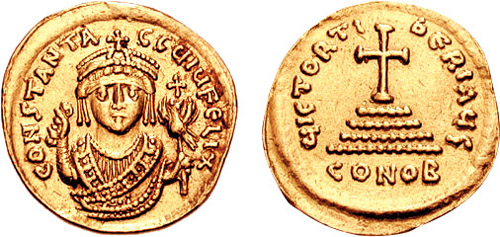
Solidus de Tibère II Constantin.

Originaire de Thrace, Tibère est présenté à l’empereur Justin II par le patriarche Eutychius qui le prend sous sa protection . Nommé à la tête des Excubites, il est promu en 569  Magister utriusque militiae, avec mission de mettre fin aux exactions des Avars. En 574, peu avant de sombrer dans la dépression, Justin adopte Tibère et le nomme « césar » : c’est alors qu’il ajoute à son nom celui de Constantin.
De 574 à 578, Tibère agit donc comme empereur de fait. 
À la veille de sa mort, Justin le nomme « auguste », faisant ainsi de lui son successeur. 
Au cours de ces quatre premières années comme « césar » (574 – 578), Tibère profitera d’une accalmie dans l’épidémie de peste pour reprendre le contrôle de l’empire. Jugeant les réserves accumulées par Justin après ses premières années trop considérables, il s’en servit pour assurer sa popularité sur le plan intérieur, annulant les taxes imposées par Justin sur le pain et le vin, et pour acheter la paix sur le plan extérieur, versant un tribut annuel de 80 000 nomisma aux Avars pour que ceux-ci défendent la frontière du Danube, lui permettant ainsi d’envoyer les troupes qui y étaient stationnées contre les Perses. Il dépêcha également des troupes en Italie pour combattre les Lombards, mais son général, Baduaire, fut tué en 576 et les Byzantins continuèrent à perdre du terrain. 
Le véritable ennemi demeurait les Perses alors que Khosrô attaquait les provinces arméniennes en 576. Après quelques succès initiaux, son général en chef, Justinien, fut défait en Arménie perse et dut se retirer. C’est à ce moment que Tibère remplaça ce dernier par le commandant des Excubites qui allait devenir l’empereur Maurice.  Les années 577 et 578 furent consacrées aux préparatifs contre une nouvelle avancée perse, notamment par la mise sur pied d’une nouvelle unité de « fédérés » composée à la fois de troupes ramenées de l’ouest et d’éléments barbares. Ainsi lorsque Khosrô envahit la Mésopotamie romaine en 578, Maurice put diriger ses troupes vers la Mésopotamie perse (Arzanène), forçant Khosrô à abandonner son avance pour se replier sur son propre territoire; il devait mourir l’année suivante.

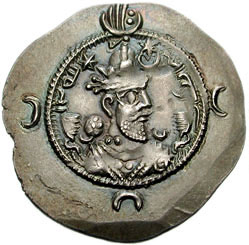
Monnaie de Khosrô Ier

C’est alors que Justin II meurt laissant Tibère seul en charge de l’empire. À son avènement, il fait diverses donations s’élevant à 7 200 livres d’or, pratique maintenue pendant les quatre années de son règne, son caractère dépensier lui ayant déjà aliéné l’impératrice Sophie; qu’il force à quitter le palais impérial,. 
Quoique temporaire, ce succès initial contre les Perses en Mésopotamie permet à Tibère d’envoyer troupes et argent en Italie  où les Byzantins reprennent Classis, le port de Ravenne qui, avec la Sicile, demeure la seule propriété byzantine en Italie.  En Espagne, il porte secours du prince wisigoth orthodoxe Herménégilde rebellé contre son père arien, le roi Léovigild. En Afrique, le général Gennadius attaque et remporte la victoire sur les Maures, pacifiant la région. 
Dans les Balkans, le départ des troupes laissait le territoire sans défense contre les Avars qui viennent assiéger Sirmium en 579. En 582, Tibère finit par céder et paie aux Avars le tribut qu’il refuse toujours de leur envoyer et doit leur concéder Sirmium dont la population est évacuée. Pendant le siège, les Slaves commencent à se répandre en Thrace, Macédoine et Grèce où ils poussent jusqu’à Athènes.
Tibère meurt le 13 aout 582 d’un empoisonnement, semble-t-il, dû à un plat de champignons. Une semaine auparavant, il a nommé comme son successeur un jeune général Cappadocien du nom de Maurice à qui il a donné sa seconde fille, Constantina, en mariage, le faisant ainsi entrer dans la dynastie des Justiniens dont il devient le dernier représentant.

## Maurice (582 – 602)

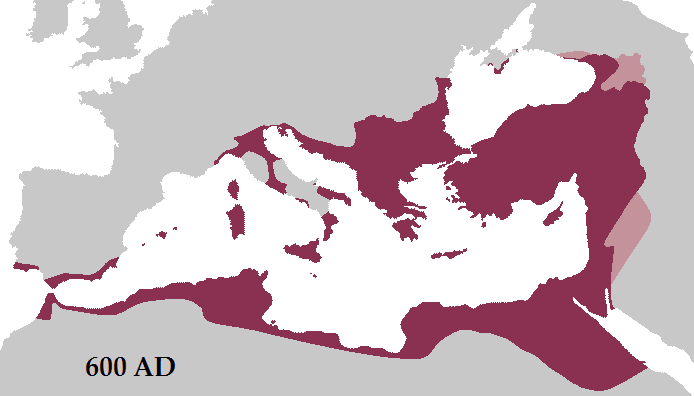
L'Empire romain vers 600.

Né à Arabissos en Cappadoce en 539, Maurice est, avec Zénon, l'un des premiers empereurs à être originaire de la partie asiatique de l'empire et le premier depuis Anastase à avoir le grec comme langue d’usage . D’abord secrétaire du commandant des Excubites, le futur empereur Tibère II Constantin, il prend le commandement des Excubites lorsque Tibère est fait césar en 574. 
Trois ans plus tard, il est nommé maître des milices (magister militum) pour l'Orient, succédant au général Justinien dans la guerre contre les Sassanides.
Sur le plan intérieur, Maurice hérite d’un Trésor public vide à un moment où les campagnes militaires sur plusieurs fronts coûtent très cher. C’est du reste la réduction de la solde de ses soldats dans les Balkans qui provoque la rébellion de Phokas qui va par la suite lui coûter le trône. Il dispose alors d'une seule armée, composée de soldats venus d’Illyrie et de « fédérés » (voir plus haut) pour mener la lutte sur trois fronts : perse (Asie), lombard (Italie) et avar (Balkans).
De 577 à son avènement, Maurice mène diverses campagnes contre les Perses jusqu’à ce qu’il remporte une victoire décisive près de Constantina en Mésopotamie. Le hasard alors vient à son secours. Lorsque Khosrô Ier (r. 531-579) meurt, son fils Hormidas lui succède, mais est renversé en 590. Le fils d’Hormidas, Khosrô II (r. 591-628) s’enfuit, en territoire byzantin d’où il demande l’aide de Maurice, lequel, contre l’avis de ses conseillers, décide de le secourir moyennant la promesse d’un traité de paix ainsi que le retour d’une grande partie de la Mésopotamie. L’année suivante, Khosrô II regagne son trône et s’acquitte scrupuleusement de sa promesse, libérant ainsi le front de l’Orient ,.
Dans les provinces, Maurice restructure l’administration en créant les exarchats de Ravenne (Italie) et de Carthage (Afrique du Nord). Les fonctions civiles et militaires, jusque-là détenues par deux fonctionnaires sont alors réunies sous un gouverneur, l'exarque, devant assurer une meilleure gestion et protection de ces territoires menacés par les Lombards pour l'Italie et par les Maures pour l'Afrique .  Pourtant les relations avec la papauté demeurent difficiles, l’empereur et le pape Grégoire Ier  n'arrivant pas à s'accorder sur plusieurs questions, comme l'organisation ecclésiastique dans les Balkans et en Espagne, ou l'attitude à adopter envers les Lombards. Maurice plaide pour la guerre contre les Lombards, alors que le pape se veut plus conciliant pour réduire la menace que ceux-ci font peser sur Rome. De plus, le pape reproche au patriarche de Constantinople de s’être octroyé le titre de « patriarche œcuménique », titre qu’il estime lui revenir ,.
La situation la plus critique se trouve toutefois dans les Balkans où Byzance risquait de perdre l’ensemble de la péninsule soumise aux pillages des Avars et à l’immigration des Slaves ,. En 591, Maurice peut enfin lancer une contre-offensive. Plusieurs campagnes sont menées contre les envahisseurs et, en 592, Singidunum est reprise. 
L'année suivante, le général Priscus, en charge de l’armée des Balkans, remporte une victoire contre une coalition de Slaves, d'Avars et de Gépides, puis franchit le Danube pour attaquer les Avars sur leur propre territoire. 
Un premier signal des troubles politiques à venir est donné à l’hiver 602, lorsque l’empereur, à court d’argent pour payer les soldats, ordonne à Priscus d’hiverner dans les Balkans, les soldats devant vivre sur l’habitant. 
Déjà à son avènement, Maurice a réduit les soldes du quart et, en 599, il refuse de racheter 12 000 prisonniers faits par les Avars, et qui sont massacrés. La réaction est immédiate : arrivés au Danube, les soldats refusent d’avancer, se mutinent et proclament l’un des leurs, Phokas, chef de la sédition, exigeant le départ de Maurice et son remplacement par son fils (le futur Théodose II) ou son beau-père Germanus. 
Leur général, Pierre (le propre frère de l’empereur), est forcé de retourner porter la nouvelle à Constantinople où l’empereur cherche l’appui des Bleus et des Verts, et dépêche des hommes vers le mur d’Antonin pour arrêter les rebelles. Bientôt toutefois l’émeute gagne tout Constantinople. Le 22 novembre Maurice, son épouse Constantina et ses huit enfants doivent s’enfuir vers l’Asie en traversant la mer de Marmara. Les Verts choisissent alors de se rallier à Phokas qui a entretemps atteint les limites de la capitale. Abandonnant l’idée d’une transmission du pouvoir au sein de la famille impériale, Phokas se fait couronner empereur le 23 novembre 602 en l'église Saint-Jean-Baptiste d'Hebdomon, le premier empereur romain à être couronné dans une église. 
Bientôt, il s'empare de la famille de Maurice, réfugiée à Nicomédie, et fait mettre à mort l'ancien empereur et ses fils, dont les corps sont jetés dans le Bosphore, la tête de Maurice étant ramenée à Constantinople pour être exhibée devant l'armée des Balkans.
Son refus de se conserver la loyauté de ses troupes a coûté à Maurice non seulement sa propre vie, mais a mis fin à l’une des dynasties les plus glorieuses à régner sur Byzance.